# Peter Reif
Pour les articles homonymes, voir Reif.
Le Docteur Johann-Peter Reif, né le 13 août 1950, est un ancien pilote de Rallye-raid autrichien en camions.

## Biographie
J-P. Reif a participé à 13 éditions du Paris-Dakar, le remportant à sa 4e tentative, et rentrant à 8 reprises dans le "Top-10" du classement camions.
En 2003, son poids-lourd roula sur une mine anti-personnel à la frontiète égypto-libyenne, l'arrière du véhicule étant arraché par l'explosion. Aucun blessé ne fut à déplorer, mais cette édition fut la seule où Reif dut abandonner la course.
En 2009, il fit alors partie du team d'usine KTM en Amérique du Sud. Auparavant, il faisait partie de l'équipe LKW.
Johan-Peter Steif est membre du conseil d'administration de Magna Steyr Powertrain.
Ingénieur en mécanique, il est spécialiste des dispositifs de transmission de puissance à travers châssis, notamment dans les conditions les plus extrêmes, climatiques et de terrains.

## Palmarès au Rallye-raidParis-Dakar
| Année | Copilote / Mécanicien                   | Véhicule            | Classement camions | Classement général |
| 1988  | ?                                       | Voiture             | -                  | ?                  |
| 1991  | Johann Deinhofer                        | Hino Ranger         |                    | 57e                |
| 1992  | Johann Deinhofer                        | Hino Ranger         |                    | 24e                |
| 1997  | Johann Deinhofer                        | Hino                | 1re                | 23e                |
| 1999  | Johann Deinhofer - Holger Hermann Roth  | MAN                 | 8e                 | ?                  |
| 2000  | Johann Deinhofer - Holger Hermann Roth  | MAN                 | 10e                | ?                  |
| 2001  | Gunter Pichlbauer - Holger Hermann Roth | MAN                 | 3e                 | ?                  |
| 2002  | Gunter Pichlbauer - Holger Hermann Roth | MAN                 | 4e                 | ?                  |
| 2003  | Gunter Pichlbauer - Holger Hermann Roth | MAN                 | Abandon            | ?                  |
| 2004  | Gunter Pichlbauer - Chris Leidl         | MAN                 | 10e                | ?                  |
| 2005  | Gunter Pichlbauer - Stefan Huber        | MAN                 | 9e                 | ?                  |
| 2006  | Gunter Pichlbauer - Stefan Huber        | MAN LE 18280 4X4 BB | 10e                | ?                  |
| 2009  | Gunter Pichlbauer - Andreas Holzl       | MAN TGS 18.480      | 28e                | ?                  |